# Ponte Samuel Beckett
A Ponte Samuel Beckett (em irlandês: Droichead Samuel Beckett) é uma ponte giratória estaiada em Dublin, capital da Irlanda que une Sir John Rogerson's Quay no lado sul do rio Liffey a Guild Street e North Wall Quay na área de Docklands.

## Construção
O arquiteto e designer do projeto é Santiago Calatrava. Esta é a segunda ponte da área projetada por ele. A primeira foi a Ponte James Joyce.
Construído pela Joint Venture Graham Hollandia, o vão principal da Ponte Samuel Beckett é sustentado por 31 tensores de cabo duplo fixados a um mastro tubular de aço, com plataforma para quatro faixas destinadas ao tráfego rodoviário e duas faixas para o tráfego de pedestres. Também é capaz de abrir um ângulo de 90 graus, permitindo a passagem de navios. Isto é feito graças a um mecanismo de rotação localizado na base da torre.
Diz-se que a forma do mastro e dos seus cabos evoca a imagem de uma harpa deitada na costa (a harpa celta é o símbolo nacional da Irlanda).
A estrutura metálica foi construída em Rotterdam pela empresa Hollandia, empresa holandesa que também participou da construção da estrutura metálica do London Eye. O tabuleiro de aço da ponte foi movido do cais Hollandia em Krimpen aan den Ijssel (Randstad) em 3 de maio de 2009, com a ajuda do especialista em transportes ALE Heavylift.
A ponte, que custou 60 milhões de euros, e batizada de Samuel Beckett em homenagem ao escritor irlandês, foi oficialmente aberta em 10 de dezembro de 2009 pela prefeita de Dublin, Emer Costello e ao tráfego rodoviário às 7 no dia seguinte.
A ponte ganhou o 'Projeto de Engenharia do Ano' da Engineers Ireland em 2010.